# Anne Pescatore

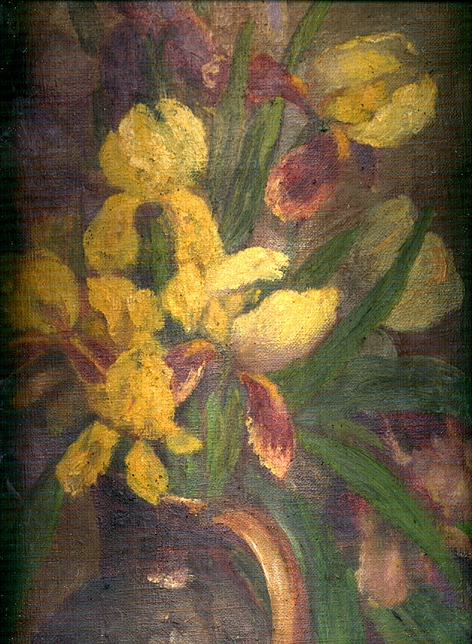
Bloemen

Anne Catherine (Anne) Pescatore-Feltz dit Laroche (Sierck-les-Bains, 18 oktober 1842 – Luxemburg-Stad, 10 april 1933) was een Luxemburgs kunstschilder.

## Leven en werk
Anne Feltz was een dochter van Jean Henri Feltz dit Laroche en Elisabeth Pilon. Ze leerde de beginselen van de schilderkunst van haar moeder, die zelf schilderde en tekenlessen gaf. Ze trouwde in 1863 in Luxemburg-Stad met haar neef, zakenman en volksvertegenwoordiger Dominique-Antoine Pescatore (1842-1916). Het echtpaar kreeg acht kinderen, onder wie Madeleine Pescatore (1864-1941), die trouwde met uitvinder Henri Tudor, Théodore Pescatore (1871-1931), ondernemer en burgemeester van Lorentzweiler, en de kunstenares Françoise Pescatore (1877-1954). Vanaf begin jaren 1870 bewoonden zij het kasteel in Mertert. Door een aantal financiële tegenvallers moest het kasteel in 1887 worden verkocht en verhuisde het gezin naar Bofferdange. In 1900 was Pescatore-Feltz oprichter van de Charité Maternelle, een liefdadigheidsorganisatie die zich inzette voor aanstaande en jonge moeders. 
Pescatore-Feltz schilderde stillevens met bloemen en fruit. Ze sloot zich aan bij de Cercle Artistique de Luxembourg, waar ze vanaf 1921 deelnam aan de jaarlijkse salons. Op 80-jarige leeftijd nam ze nog deel aan de Salon des Arts de la Lorraine.
Anne Pescatore-Feltz overleed op 90-jarige leeftijd, ze werd begraven op de Cimetière Notre-Dame in Limpertsberg.
- Musée national d'archéologie, d'histoire et d'art: lkl000349